# Wildheuen

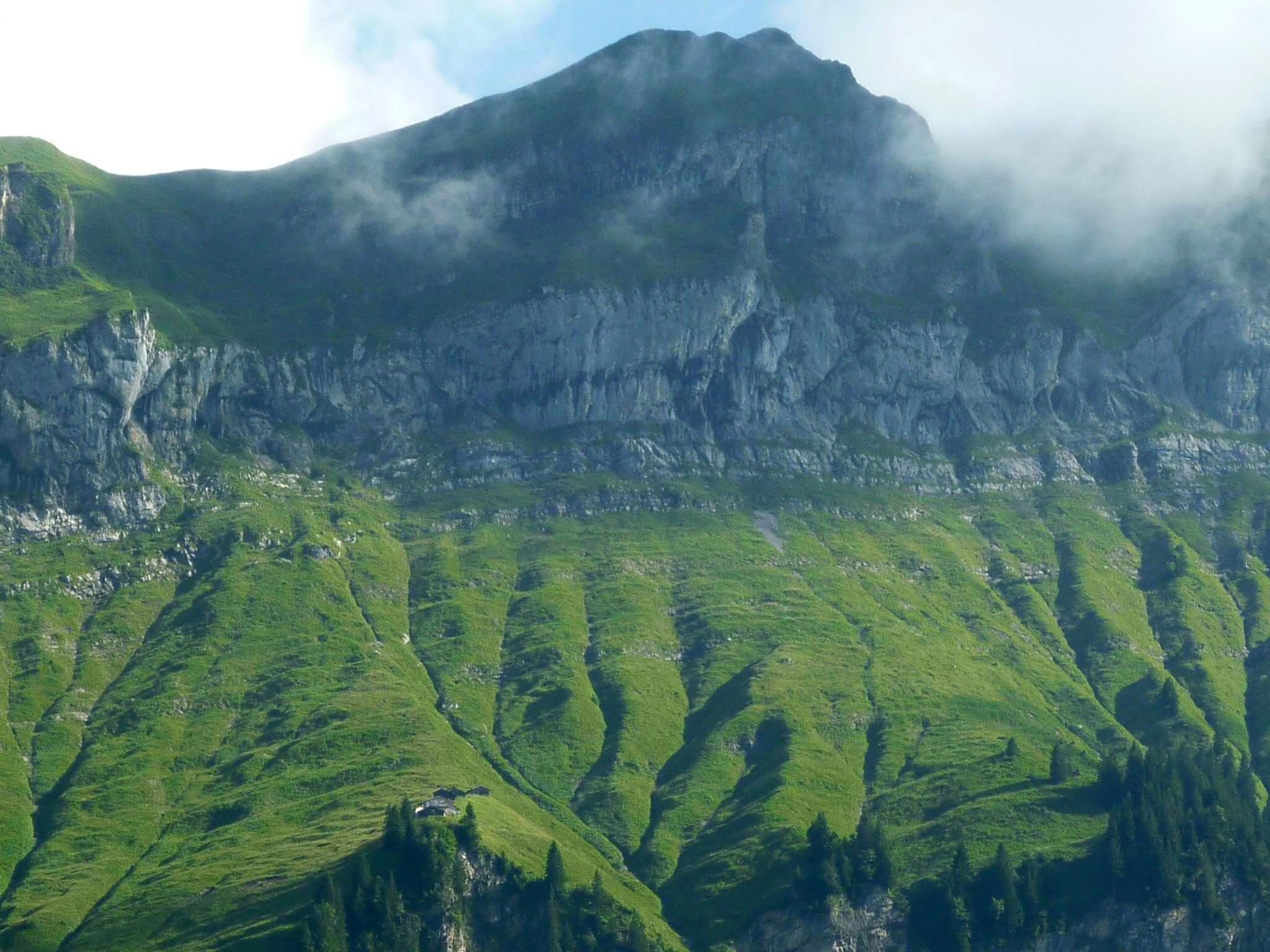
Wildheu-Steilwiesen Hinterer Heubrig im Muotatal

Wildheuen ist eine in den ganzen Alpen gebräuchliche Form, Heu an hochgelegenen Steilwiesen zu gewinnen, welche mit Tieren schwierig oder gar nicht erreichbar sind, bis hinauf im Raum der Almen/Alpen (Alpmahd, Almheuen). Die Wiesen werden in manchen Regionen auch als Bergmähder bezeichnet. Diese Form der Heuernte hat eine jahrhundertealte Tradition. Sie ist gefährlich; es kommt immer wieder zu tödlichen Unfällen.

## Regionale Arbeitsweisen für Wild-/Almheu

Stall im Gauertal; mit aufgehängten Stangen zum Trocknen des Heus in den steilen Hängen

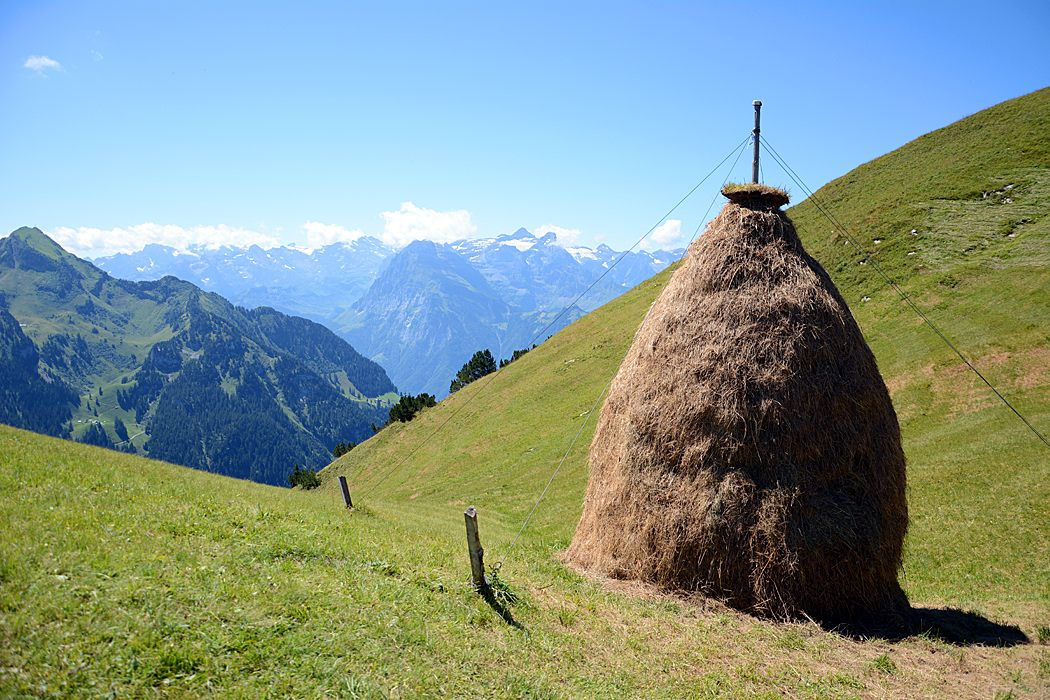
Wildheu-Triste oberhalb Stoos

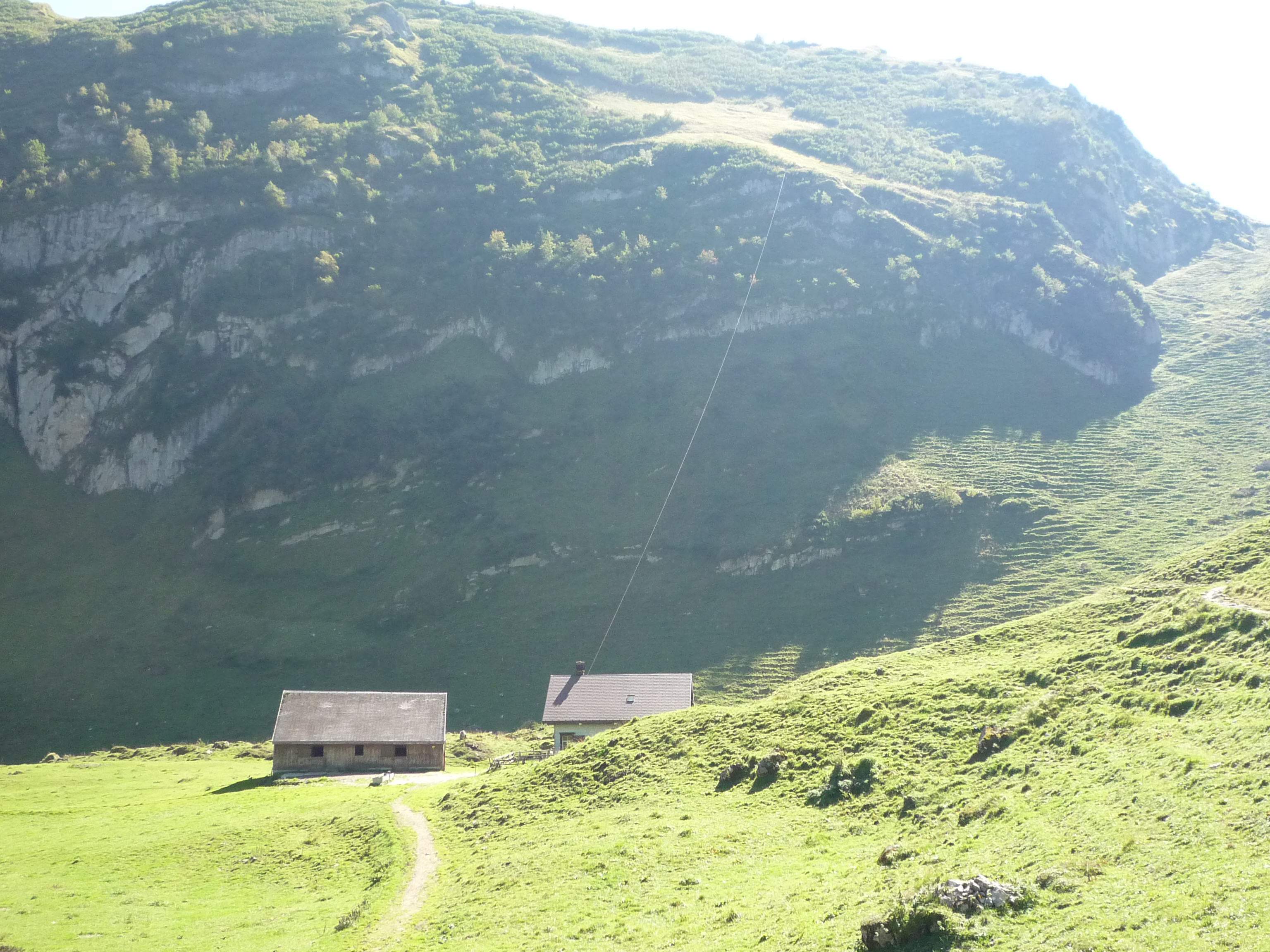
Transportseil von einer Wildheufläche zur Alp Bollenwees

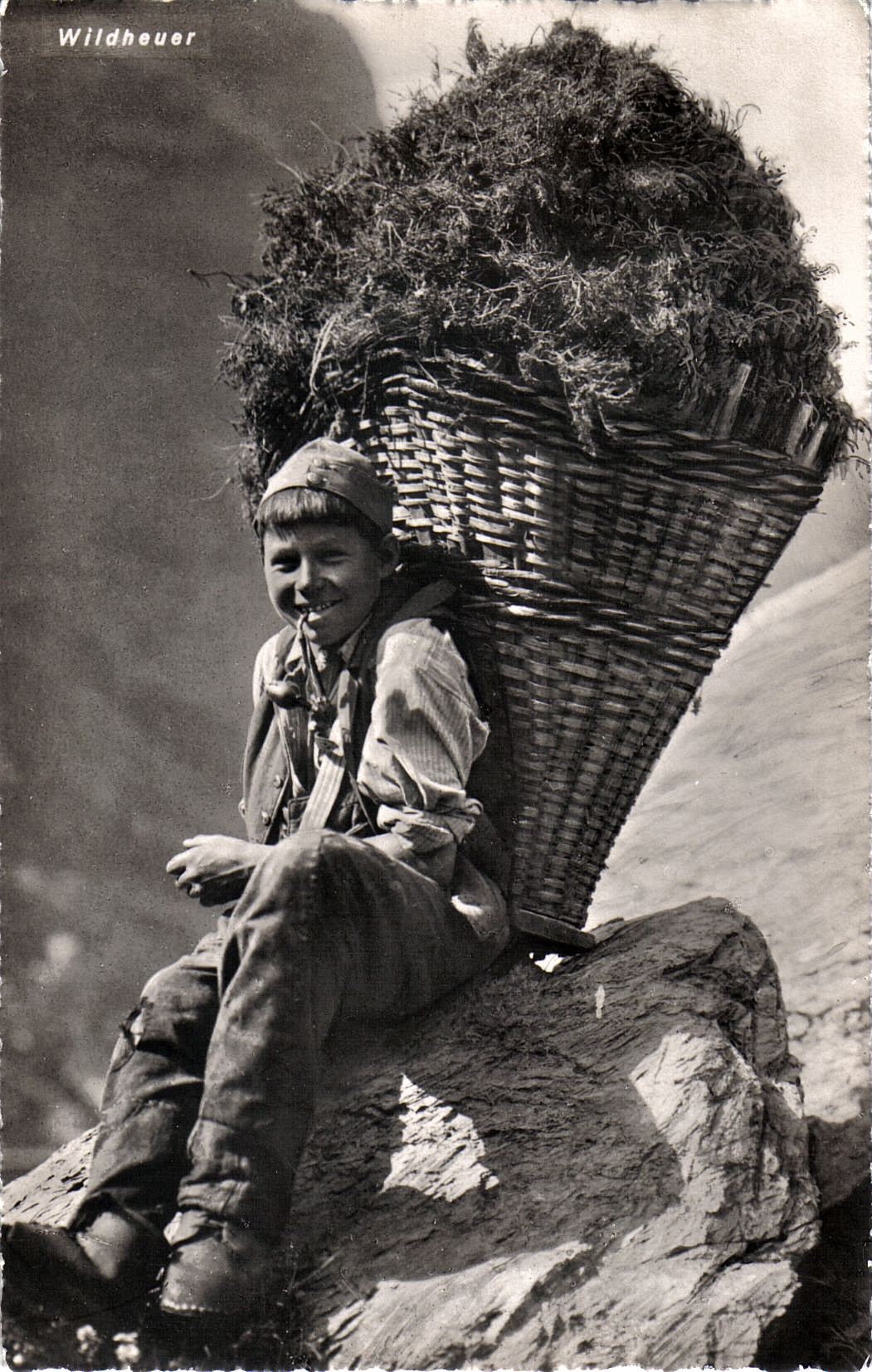
Junger Wildheuer mit Tragekorb am Rücken

Die Wildheuwiesen sind in der Schweiz meistens gemeinschaftlich und die entsprechenden Regeln werden von der Genossenschaft festgelegt. Zum Beispiel ist das Wildheuen nur ab einem festgelegten Zeitpunkt gestattet, zudem durfte zum Beispiel jede Familie nur zwei Familienmitglieder heuen lassen, damit der Ertrag gerecht verteilt wurde. Der Ertrag in den steilsten Hängen und bei reiner Handarbeit ist rein landwirtschaftlich gesehen so gering, dass sich die Arbeit seit den 1970er Jahren nicht mehr lohnte. Dank der Unterstützung von freiwilligen Helfern können grössere Wiesen erhalten werden, darum unterstützt z. B. der Kanton Uri solche Programme. Im Kanton Nidwalden heissen die Parzellen, die bearbeitet werden, Planggen. 
Nach dem Mähen wird das Gras zum Trocknen ausgelegt und schliesslich werden die Heuballen mit einem Transportnetz gebündelt. Diese Bündel werden auch als «Burdi» bezeichnet. Zum Abtransport wird oft ein Heuseil benützt, eine temporäre Seilbahn, an dem ein 50 bis 60 Kilogramm schweres Heubündel ins Tal gleitet.
Das Wildheuen ist ein wichtiger Beitrag zum Lawinenschutz. An nicht gemähten Hanglagen werden die Grashalme im Herbst durch Regen und ersten Schnee in Fallrichtung geordnet zu Boden gedrückt und definieren so eine Gleitebene ähnlich einem Reetdach. Im Weiteren ist die Artenvielfalt auf gemähten Flächen höher und die Inhaltsstoffe des Heus unterscheiden sich vom leichter erhältlichen Gras im Flachland und ergeben eine andere Milch.
In Triesen (Liechtenstein) spricht man vom Heuen in den Heubergen. Das Bergheuen auf Tuass, Hintertuass, Platta, Mascheren etc. wurde dank dem Magerwiesengesetz wieder aktiviert. Sinn und Zweck ist einerseits der Erhalt des kulturellen Erbes und andererseits auch der Erhalt der Artenvielfalt. Die alte Triesner Kulturlandschaft auf den Heubergen, rund 1400 m ü. M., wird heute wieder häufiger gemäht, jedoch weitgehend mit Motormähern, welche für das Mähen steiler Magerwiesen tauglich sind.

## Medien und Dokumentation
Auf der Alp Odro oberhalb von Vogorno im Verzascatal gibt es ein Museum übers Wildheuen und am Rophaien im Kanton Uri einen Lehrpfad und Wildheuer-Kurse. Die Stiftung Landschaftsschutz Schweiz ernannte 2016 das Urner Isenthal mit seinen Wildheuflächen zur Schweizer Landschaft des Jahres.
Der Schweizer Filmemacher Erich Langjahr widmete im Jahr 2006 den Wildheuern im Muotatal den Film Das Erbe der Bergler.

## Luftfahrthindernis
Temporär gespannte Heuseile sind nicht in Luftfahrtkarten verzeichnet und ohne Markierung nur schlecht sichtbar. Sie stellen ein hohes Risiko für tieffliegende Helikopter dar. 1992 geriet ein Rettungshubschrauber in Tannheim (Tirol) in ein Heuseil und stürzte ab. Die am etwa zehn Meter langen Bergeseil hängende Notärztin kam dabei ums Leben.